# Théorème de Blumberg
En mathématiques, le théorème de Blumberg énonce que pour toute fonction f : ℝ → ℝ, il existe une partie dense D de ℝ telle que la restriction de f à D soit continue.
Par exemple la restriction de la fonction de Dirichlet aux rationnels, qui sont denses dans les réels, est continue (car constante), alors que la fonction de Dirichlet est continue nulle part. De même, elle est continue sur les irrationnels qui sont également denses dans les réels.

## Espaces de Blumberg
Plus généralement, un espace de Blumberg est un espace topologique X pour lequel toute fonction f : X → ℝ admet une restriction continue sur un sous-ensemble dense dans X. Le théorème de Blumberg affirme donc que ℝ (muni de sa topologie usuelle) est un espace de Blumberg.
Si X est un espace métrique, alors X est un espace de Blumberg si et seulement si c'est un espace de Baire.